# 宮崎県立都城泉ヶ丘高等学校・附属中学校
宮崎県立都城泉ヶ丘高等学校・附属中学校（みやざきけんりつ みやこのじょういずみがおかこうとうがっこう・ふぞくちゅうがっこう）は、宮崎県都城市妻ヶ丘町にある県立高等学校・中学校。通称は「泉」（いずみ）。

## 概要
設置課程・学科（高等学校）
全日制課程 2学科
- 普通科（5クラス）
- 理数科（2クラス）

全日制課程普通科では2年次から、理数科では3年次から文系コースと理系コースにクラス編成。
定時制課程 2学科
- 普通科
- 商業科

中高一貫教育（全日制課程）
2010年（平成22年）度より1学年40名を定員として附属中学校を設置し中高一貫校となる。附属中学生は理数科への進級を原則とする。少数精鋭で大学進学を重視する方針。
校訓
「質実剛健」
校章
旧職員による図案。校名の「泉」・「丘」・「高」の文字と円・波模様を組み合わせたものとなっている。なお中学校の校章は「高」の文字の代わりに「中」の文字となっている。
校歌
作詞は長嶺宏、作曲は石田良男による。歌詞は3番まであり、各番に校名の「泉ヶ丘」が登場する。
授業編成と進路選択（全日制課程）
本校の登校時間は午前8時20分であり、通常は7時間授業が行われる。週に3回、朝課外(7:40~)および夕課外が実施されており、国語・数学・英語の学習支援が行われている。これらの課外授業は、基礎学力の向上や受験対策を目的としており、生徒の希望に応じて参加できる。
9割以上の生徒が国公立大学をはじめとする上級学校へ進学する。
同窓会
「義友会」（ぎゆうかい）と称する。

## 沿革
旧制中学校（男子校）時代
- 1899年（明治32年） 
  - 4月1日 - 北諸県郡から寄付された小松原の敷地に校舎が完成し「宮崎県都城中学校」が開校。初代校長に市橋虎之助が就任。
  - 5月1日 - 授業を開始。
  - 5月15日 - 開校式を挙行。この日を開校記念日とする。生徒数は122名。校訓三条・生徒訓条・帽章を制定。
    - 入学資格を高等小学校2年を修了した12歳以上の男子とし、修業年限を5年（現在の中1から高2に相当）とする。
- 1901年（明治34年）9月1日 - 「宮崎県立都城中学校」に改称（県の後に「立」が付される）。
- 1902年（明治35年）2月 - 雨天体操場が完成。
- 1903年（明治36年）3月 - 校舎を増築。寄宿舎が完成。
- 1904年（明治37年）4月1日 - 制服を制定（夏は霜降り[1]で、冬は紺色の洋服）。
- 1907年（明治40年）4月1日 - 小学校令の改正により、入学資格が尋常小学校を卒業した12歳以上の男子に改められる。
- 1918年（大正8年）5月15日 - 開校20周年を記念して校歌を制定（作詞:妹尾良彦、作曲:高野駒雄）。
- 1930年（昭和5年）
  - 1月28日 - 現在地に校舎が完成し移転を完了。
  - 5月18日 - 講堂が完成。
- 1935年（昭和10年）5月30日 - 同年11月に行われる陸軍特別大演習の大本営に指定。同年11月10日から12日にかけて昭和天皇の行在所（宿泊所）となる[2]。
- 1938年（昭和13年）4月1日 - 制服と制帽を変更（薄緑色（国防色）となる）。
- 1941年（昭和16年）4月1日 - 国民学校令の施行により、入学資格が国民学校初等科を卒業した12歳以上の男子に改められる。
- 1943年（昭和18年）4月1日 - 中等学校令の施行により、この時の入学生から修業年限が4年（現在の中1から高1に相当）となる。
- 1944年（昭和19年）
  - 4月1日 - 教育ニ関スル戦時非常措置方策により、中等学校令施行前に入学した生徒（この時の新4年生から）にも修業年限4年が適用されることとなる。
  - 10月13日 - 学徒動員が開始。場所は福岡県糟屋郡香椎町（現・福岡市東区香椎）の九州飛行機香椎工場。
- 1945年（昭和20年）8月6日 - 空襲により校舎のほぼすべてを焼失。
- 1946年（昭和21年）
  - この年 - 校舎が復旧。
  - 4月1日 - 修業年限が5年となる（ただし4年修了時点で卒業することもできた）。
- 1947年（昭和22年）
  - 4月1日 - 学制改革（六・三制の実施）が行われる。
    - 旧制中学校の募集を停止。
    - 新制中学校を併設し（以下・併設中学校）、旧制中学校1・2年修了者を併設中学校2・3年生として収容。
    - 併設中学校は経過措置としてあくまで暫定的に設置されたため、新たに生徒募集は行われず、在校生が2・3年生のみの中学校であった。
    - 旧制中学校3・4年修了者はそのまま旧制中学校4・5年生となった（ただし4年修了時点で卒業することもできた）。

  - 7月1日 - 第二部 （夜間部） を設置し、国民学校高等科卒業者（現在の中2修了程度）を対象に（新制）中学3年次の課程を履修させる。
- 1948年（昭和23年）3月31日 - 学制改革により閉校。

旧制高等女学校時代
- 1902年（明治35年）5月31日 - 姫城町に「北諸県郡立女子職業学校」が設立される。機織・染色を学ぶ学校であった。
- 1914年（大正3年）5月10日 - 女子職業学校の募集が停止され、「北諸県郡立都城高等女学校」が設置される。
- 1916年（大正6年）4月1日 - 実科（修業年限2年）を設置。 同時に女子職業学校が廃止される。
- 1918年（大正7年）3月31日 - 県立移管により「宮崎県立都城高等女学校」に改称。
- 1925年（大正14年）- 制服を制定。講堂が完成。
- 1926年（大正15年）4月 - 私設補習科を設置。
- 1928年（昭和3年）11月 - 校歌・校旗を制定。
- 1931年（昭和6年）- この年度から補習科卒業者に無試験検定で裁縫専科正教員免許状の授与を開始。
- 1933年（昭和8年）5月 - 制服を改定。
- 1944年（昭和19年）4月1日 - 都城市立都城高等女学校[3]を統合。実科の募集を停止。
- 1946年（昭和21年）4月1日 - 修業年限が5年となる（ただし4年修了時点で卒業することもできた）。
- 1947年（昭和22年）4月1日 - 学制改革（六・三制の実施）が行われる。
  - 高等女学校の募集を停止。
  - 新制中学校を併設し（以下・併設中学校）、高等女学校1・2年修了者を併設中学校2・3年生として収容。
  - 高等女学校は経過措置としてあくまで暫定的に設置されたため、新たに生徒募集は行われず、在校生が2・3年生のみの中学校であった。
  - 高等女学校3・4年修了者はそのまま高等女学校4・5年生となった（ただし4年修了時点で卒業することもできた）。
- 1948年（昭和23年）3月31日 - 学制改革により閉校。

旧制商業学校
宮崎県立都城商業高等学校#沿革を参照。
旧制農学校
宮崎県立都城農業高等学校#沿革を参照。
新制高等学校
- 1948年（昭和23年）
  - 4月1日 - 学制改革により都城市内の県立旧制中等教育学校4校が統合され、新制高等学校「宮崎県立都城泉ヶ丘高等学校」が発足。
    - 県立旧制中等学校4校 - 都城中学校･都城高等女学校･都城商業学校･都城農学校
    - 通常制（後の全日制）普通課程・商業課程・農業課程、定時制（夜間）普通課程を有する総合制・男女共学の高等学校。
    - 旧制中等学校卒業者（5年修了者）を新制高校3年生、旧制中等学校4年修了者を新制高校2年生、併設中学校卒業者（3年修了者）を新制高校1年生として収容。
    - 旧4校の併設中学校も統合され「宮崎県立都城泉ヶ丘高等学校 併設中学校」となり、在校生が1946年（昭和21年）に旧制中等学校へ最後に入学した3年生のみとなる。
    - 旧制中学校を「本部」、元農学校校舎を「北校舎」、元商業学校校舎を「中校舎」、元高等女学校校舎を「南校舎」とし、4校舎体制をとる。
    - 高原分校（定時制農業課程）を設置。

  - 7月1日 - 高城町立高城高等学校を統合し、高城分校（定時制農業課程・家庭課程）とする。
- 1949年（昭和24年）
  - 3月31日 - 併設中学校を廃止。高原分校を廃止（その後宮崎県立小林高等学校に移管される）。
  - 4月 - 全生徒を北校舎（元農学校校舎）に集約。他の3校舎は市内の公立新制中学校[4]へ開放。
  - 8月 - 再び4校舎に復帰。北校舎を都城市立祝吉中学校に開放。
- 1950年（昭和25年）4月1日 - 家庭課程（被服科）を設置。農業課程と高城分校が宮崎県立都城都島高等学校[5]に移管される。
- 1953年（昭和28年）4月1日 - 家庭課程（家政科）を設置。
- 1955年（昭和30年）- 校歌を制定。
- 1957年（昭和32年）4月1日 - 商業課程が分離し宮崎県立都城商業高等学校として独立。商業課程の募集を停止（ただし在校生卒業まで商業課程は存続）。
- 1958年（昭和33年）4月1日 - 家庭課程（被服科）の募集を停止。
- 1959年（昭和34年）
  - 3月31日 - 商業課程を廃止。
  - 4月1日 - 宮崎県立都城都島高等学校の普通課程（2学級）の募集が停止されたことにより、本校の普通課程・家庭課程の定員が増員される。
- 1960年（昭和35年）4月1日 - 定時制商業課程を設置。
- 1961年（昭和36年）5月 - 創立60周年を記念して図書館が完成。
- 1962年（昭和38年）3月 - 宮崎県立都城西高等学校との間で合同選抜入試を開始。
- 1967年（昭和42年）3月 - 体育館が完成。
- 1970年（昭和45年）3月 - 第2運動場が完成。
- 1976年（昭和51年）3月 - プールが完成。
- 1984年（昭和59年）12月 - 新校舎が完成。
- 1985年（昭和60年）- 講堂と大本営跡校舎が解体される。
- 1986年（昭和61年）6月 - 管理棟が完成。
- 1987年（昭和62年）3月 - 芸術科棟が完成。
- 1989年（平成元年）12月 - 28年ぶりに修学旅行が復活。
- 1990年（平成2年）3月 - 同窓会館「義友会館」が完成。
- 1992年（平成4年）4月1日 - 家政科の募集を停止。
- 1994年（平成6年）
  - 3月31日 - 家政科を廃止。弓道場が完成。
  - 4月1日 - 普通科に理数コースを設置。
- 1999年（平成11年） - 創立100周年記念式典を挙行。「いずみ会館」が完成。
- 2002年（平成14年）3月 - この時の入試をもって宮崎県立都城西高等学校との合同選抜を終了。最後の合同選抜となる。
- 2003年（平成15年）3月 - 合同選抜制度の廃止により、この時の入試から単独選抜を開始。
- 2004年（平成16年）4月1日
  - 全日制課程 普通科理数コースを理数科に改組。普通科と理数科2学科体制となる。
  - 定時制課程 2学期制へ移行。分割履修・3修制[6]を導入。
- 2006年（平成18年） - 必修科目の未履修が発覚。
- 2007年（平成19年）3月 - 野球部が第79回選抜高等学校野球大会に出場。
- 2010年（平成22年）4月1日 - 附属中学校を併設。

## 部活動
全日制課程
運動部･文化部ともに部活動がさかんである。
高等学校
| 運動部 - 野球部 - 2007年（平成19年）に21世紀枠に選出され、第79回選抜高等学校野球大会に出場し1勝を挙げた。 - 剣道部 - 柔道部 - 弓道部 - ソフトテニス部 - テニス部（硬式） - バドミントン部 - ラグビー部 - サッカー部 - ハンドボール部 - バレーボール部 - バスケットボール部 - 陸上部 - 卓球部 - 山岳部 | 文化部 - 音楽部 - 美術部 - 書道部 - 物理部 - 化学部 - 生物部 - 文芸部 - 新聞部 - 放送部 - 茶道部 - 華道部 - 吹奏楽部 - 演劇部 - ユネスコ部 - ダンス部 - 百人一首部 - 囲碁将棋部 |

中学校
| 運動部 - テニス部（硬式） - 女子バドミントン部 - バスケットボール部 | 文化部 - 美術部 - 書道部 - 吹奏楽部 - サイエンス部 - 2018年（平成30年）にWRO japan 決勝大会のエキスパート部門に出場。 |

定時制過程
| 運動部 - バレーボール部 - 野球部 - バドミントン部 - 卓球部 - 剣道同好会 | 文化部 - コンピュータ部 - 英語同好会 - 美術同好会 - 軽音楽同好会 |

## 著名な出身者
政治・行政
- 池田宜永 - 都城市長
- 石神啓吾 - 国会議員（衆議院）、高岡町長
- 井上知治 - 国会議員（衆議院、参議院）、衆議院副議長、閣僚（賠償庁長官）
- 井ノ上正盛 - 外交官
- 桑畑和男 - 三股町長
- 坂元親男 - 閣僚（北海道開発庁長官、沖縄開発庁長官）、国会議員（衆議院、参議院）、宮崎県議会議長
- 長峯誠 - 国会議員（参議院）、都城市長
- 西広整輝 - 官僚（防衛事務次官）
- 東国原英夫（そのまんま東） - タレント、公選第17代宮崎県知事、国会議員（衆議院）
- 堀之内久男 - 国会議員（衆議院）、閣僚（農林水産大臣、郵政大臣）、都城市長（旧・中郷村長）
- 山中貞則 - 国会議員（衆議院）、閣僚（総理府総務長官、環境庁長官、沖縄開発庁長官、防衛庁長官、通商産業大臣）

経済
・宮脇さき - 投資家、社会活動家
- 小山田浩定 - 総合メディカルホールディングス創業者
- 南園克己 - 元日東紡績社長、元日本紡績協会会長

学界
- 今村裕志 - スピントロニクス、ナノデバイス研究

報道・出版
- 岡留安則 - 噂の眞相元編集長
- 首藤真吾 - テレビ宮崎アナウンサー

芸術・文化
- 中山大三郎 - 作詞家、作曲家、高崎町出身
- 永山智行 - 劇作家、演出家、泉ヶ丘高校演劇部を母体に劇団こふく劇場を旗揚げ
- 黒木和雄 - 映画監督（1949年に小林高校から転入し1950年卒業）
- 山口絵美菜 - 女流棋士
- 山田孝雄 - 作詞家

芸能
- 藤崎世津子 - 歌手
- 馬渡松子 - 歌手

スポーツ
- 戸田賢良 - 元サッカー選手
- 戸田光洋 - 元サッカー選手
- 西浦達吉 - ラグビートップリーグコカ・コーラウエストレッドスパークス選手(PR)、ラグビー日本代表
- 宮村眞也 - ラグビートップリーグNECグリーンロケッツ選手(LO)
- 橋口弘次郎 - 調教師（日本中央競馬会）

## 交通
最寄りの鉄道駅
- JR九州 日豊本線・吉都線 「都城駅」

最寄りのバス停
- 宮崎交通 「高校前」バス停

最寄りの幹線道路
- 国道269号 「北原」交差点

## 周辺
- 都城運動公園陸上競技場・野球場・体育館・庭球場
- 都城市立妻ヶ丘中学校
- 都城市立東小学校
- 宮崎県都城土木事務所総務課
- 都城市総合文化ホール